# Eleição municipal de Mossoró em 1988
A eleição municipal de Mossoró em 1988 ocorreu em 15 de novembro de 1988. O prefeito era Dix-Huit Rosado, do PDS, que terminaria seu mandato em 1 de janeiro de 1989. Rosalba Ciarlini, do PDT, foi eleita prefeita de Mossoró para o seu primeiro mandato.

## Resultado da eleição para prefeito

### Primeiro turno
| Candidatos a prefeito     | Candidatos a vice-prefeito | Número | Coligação                                        | Votação | Percentual |
| ------------------------- | -------------------------- | ------ | ------------------------------------------------ | ------- | ---------- |
| Rosalba Ciarlini PDT      | Luiz Pinto PFL             | 12     | Força do Povo (PDT, PFL, PCB, PDS, PTB, PV, PSB) | 37.307  | 49,7%      |
| Laíre Rosado PMDB         | Rose Cantídio PMDB         | 15     | Aliança Mossoroense (PMDB, PL)                   | 30.226  | 40,2%      |
| Francisco Chagas Silva PT | José Estrela Martins PT    | 13     | Frente Popular (PT, PCdoB)                       | 2.507   | 3,3%       |